# Talbragar River
Der Talbragar River ist ein Fluss in der Mitte des australischen Bundesstaates New South Wales.
Erstmals wurde er in den 1820er-Jahren von europäischen Entdeckern als Putterbatta River erwähnt.

## Verlauf
Er entspringt an den Westhängen der Liverpool Range bei Cassilis, fließt nach Westen und mündet bei Dubbo in den Macquarie River.
Da der Flusslauf in einem Gebiet mit seltenen Regenfällen beginnt, ist er die meiste Zeit des Jahres ausgetrocknet (siehe auch Creek). Bei Regenfällen schwillt er aber rasch stark an und überschwemmt dabei häufig die Ortschaft Dubbo.

### Nebenflüsse
Seine wichtigsten Nebenflüsse sind der Coolaburragundy River und der Mitchells Creek. Die erste Brücke über den Fluss wurde in den 1850er-Jahren bei Dunedoo am Mittellauf von Thomas New, einem Siedler, erbaut.